# CA Alvear
A CA Alvear egy argentin labdarúgócsapat volt Saavedra városában. A egyesületet 1903. július 1-jén alapították. A csapat az 1930-as években szűnt meg. Színeik a fekete és a sárga voltak.
Egyszer nyerték meg a Copa Bullrichot: 1920-ban.

## Sikerek
Copa Bullrich
- Győztes (1): 1920

## Fordítás
Ez a szócikk részben vagy egészben  a   Club Atlético Alvear című angol Wikipédia-szócikk fordításán alapul.  Az eredeti cikk szerkesztőit annak laptörténete sorolja fel. Ez a jelzés csupán a megfogalmazás eredetét és a szerzői jogokat jelzi, nem szolgál a cikkben szereplő információk forrásmegjelöléseként.